# Rebutia heliosa teresae

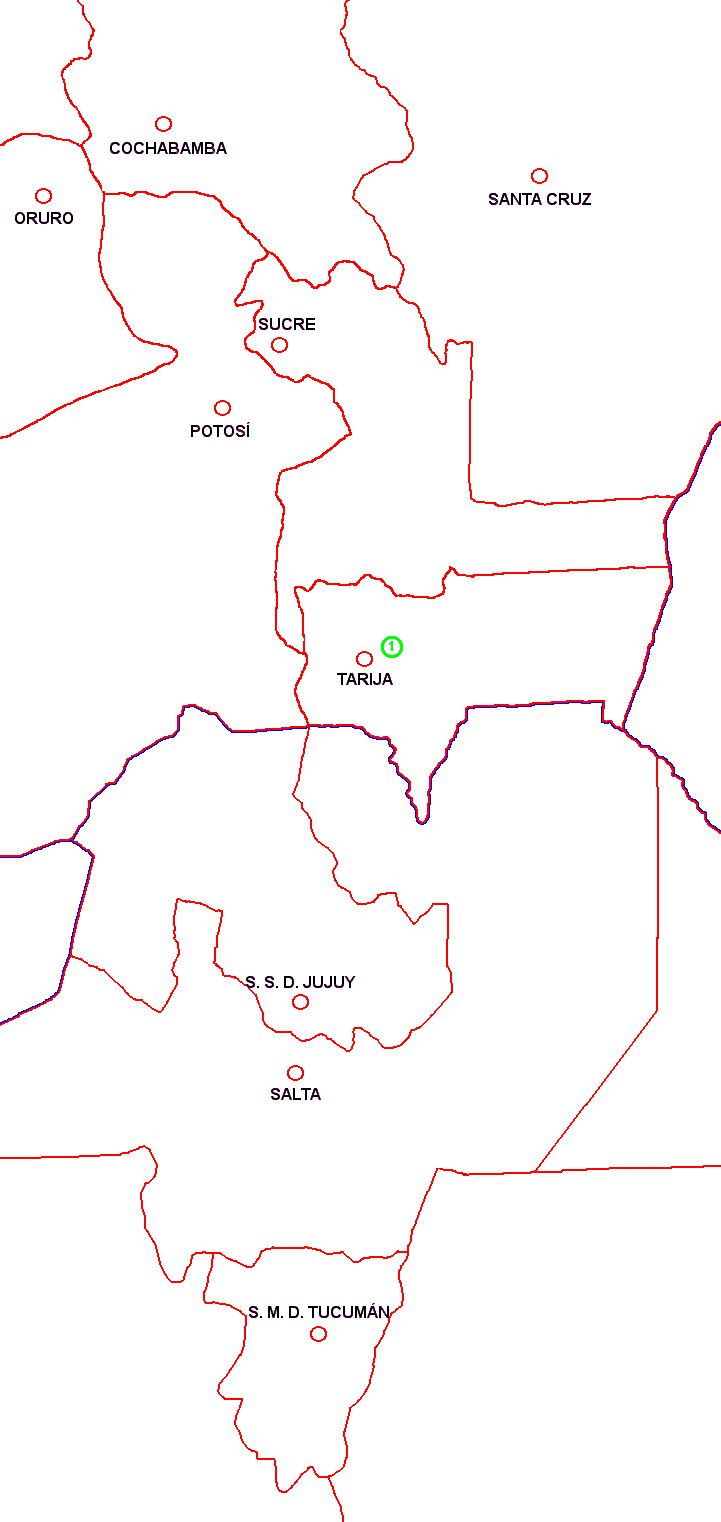
Mapa rozšíření R. heliosa subsp. teresae

Rebutia heliosa subsp. teresae je stejně jako všichni zástupci příbuzenského okruhu R. heliosa velmi atraktivní taxon rodu rebucie, proti nominátní varietě dosahuje poněkud větších rozměrů, i když se stále jedná o vyslovenou miniaturu. Své jméno dostala subsp. teresae po paní Terese Ramirez, matce bývalé manželky K. Knížete.

## Rebutia heliosaRausch subsp.teresaeKníže, Říha et Šeda
Šeda, Václav; Říha, Jan; Kaktusy, 42: 84, 2006
Sekce Aylostera, řada Heliosa
Synonyma: 
- Rebutia teresae Kníže nom.prov., seznamy sběrových čísel

### Popis
Stonky jednotlivé, ve stáří občas, v kultuře více odnožující, polokulovité až krátce válcovité, až 40 mm vysoké a 25 – 35 mm široké, se zřetelným řepovitým kořenem, sníženým temenem a světle šedozelenou pokožkou. Žeber asi 21, zcela rozložená do spirálovitě uspořádaných, málo výrazných, 0,5 – 1 mm vysokých hrbolků; areoly protáhlé, umístěné na vrcholu hrbolků, až 2 mm dlouhé a 0,8 mm široké, rezavě hnědě plstnaté. Okrajových trnů 12 – 14, tenké, sklovitě bílé, více paprskovitě uspořádané, přilehlé, do stran a dolů směřující, 1,5 – 2,5 mm dlouhé, boční nejdelší a navzájem se překrývající; středové trny nepřítomné.
Květy vznikající ze starších areol na bázi těla, 40 – 50 mm dlouhé, 45 – 55 mm široké, nálevkovité, jasně červené; květní lůžko až 3 mm široké, olivově hnědé, s několika šupinami s málo početnými, bílými, až 4 mm dlouhými vlasy v jejich paždí; květní trubka 20 – 25 mm dlouhá a 3 – 4 mm široká, červenohnědá, s několika blanitými šupinami s několika bělavými vlásky v jejich paždí; vnější okvětní lístky kopinaté, až 25 mm dlouhé a 5 mm široké, špičaté, celokrajné až mírně roztřepené, jasně červené, s fialovým odstínem nebo fialovým středovým proužkem, vnitřní okvětní lístky stejného tvaru i velikosti, jasně červené, v jícnu světlejší, až žlutobílé; nitky často až do 1/3 srostlé, bělavé, prašníky žlutobílé; čnělka a blizna s 5 – 8 až 3 mm dlouhými rameny žlutobílé. Plod ploše kulovitá bobule, 2 – 3 mm široká, hnědočervená s vysychajícím oplodím. Semena vejčitá, asi 1 mm velká a 0,8 mm široká, s bazálním hilem širokým asi 0,6 mm, testa jemně bradavčitá, matná, černohnědá.

### Variety a formy
Rebutia heliosa subsp. teresae vykazuje jen velmi malou variabilitu ve všech znacích u všech dosud existujících sběrů. Ty pocházejí od Karla Knížete, který tuto zajímavou rostlinu objevil již roku 1971 a označil ji svými sběrovými čísly KK 1724 a 1925. Nově byla rostlina náhodně nalezena znovu roku 2004, tento sběr, ze kterého byl vybrán typ, nese sběrové číslo SE 227.

### Výskyt a rozšíření
Typová lokalita R. heliosa subsp. teresae, odkud pochází sběr SE 227, leží v provincii Cercado (Bolívie, departament Tarija), asi 35 km severovýchodně od Tarija u cesty do Narvaez, v nadmořské výšce 2280 m. Rostliny zde rostou na příkrých skalních stěnách, ve štěrbinách vyplněných humusem, mezi trsy nízkých trav a mechů. Populace zde vyskytujících se rostlin není příliš početná. Holotyp je uložen v herbáři UK Praha (PRC). Z nepříliš vzdálených míst mají pocházet i sběry K. Knížete – u KK 1724 bylo jako místo původu uvedeno Bolívie, departament Tarija, Nogales, 2800m, u KK 1925 Bolívie, departament Tarija, Las Cajas, 2600 m.